# Chrysolina kozlovi
Chrysolina kozlovi é uma espécie de artrópode pertencente à família Chrysomelidae.